# Driver BCD para sete segmentos
Um decodificador/driver BCD para sete segmentos é o driver usado em displays de sete segmentos para receber uma entrada BCD de quatro bits e gerar as saídas que acionarão os segmentos necessários para formar o dígito requerido.O BCD se baseia em circuitos combinacionais de múltiplas saídas, onde converte um numero binário nos sinais.

## Lógica
A lógica utilizada para criar esse tipo de driver é relativamente complicada, uma vez que cada saída é ativada para mais de uma combinação de entrada. Mas digamos que para estes 4 bits de entrada sejam  w, x, y e z, representando os valores binários dos dez dígitos possíveis de 0 a 9. A seguir a Tabela-verdade da conversão de cada binário em sinais para o display de sete seguimentos.

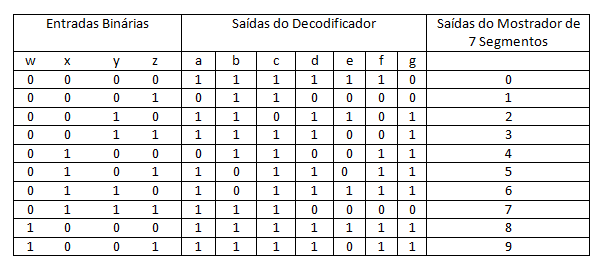
Tabela verdade da conversão entre um número binário de 4 bits em um display

Podem existir muitas maneiras de se implementar um circuito lógico para o conversor . Assim cada saída da tabela pode ser implementada separadamente, poderemos então criar apenas um circuito para a, ou então para b, etc.
De modo geral as equações extraídas da tabela-verdade das  colunas a, b e assim por diante,  têm diversos termos em comum, e a melhor opção para minimizar o circuito seria  que ambas a e b por exemplo  compartilhassem a mesma porta AND, que gera esse termo. Desse modo, a porta AND  que produz o termo necessário  é compartilhado por diversas saídas. No final, isso significa que cada porta geradora de um dado termo poderia ser compartilhada por diversas saídas.
Para esclarecer de modo geral estes conceitos tomemos como exemplo o segmento e. Esse segmento deve ser ativado toda as vezes em que for ser exibido o dígito 0, 2, 6 e 8, uma vez que a codificação de cada um desses algarismos utiliza-se desse segmento. Isso significa que o e pode ser acendido pelos códigos 0000, 0010, 0110 ou 1000 (respectivamente, 0, 2, 6 e 8 em representação binária de 4 bits).

## Circuito exemplificado
A imagem acima mostra um decodificador sendo usado para acionar um display de sete segmentos. Cada segmento consiste em um LED, sempre que o anodo de um LED é cerca de 2V mais positivo que seu catodo, o LED acende. No esquema em questão, os anodos dos LEDs estão conectados em VCC e os catodos estão conectados por meio de resistores de limitação de corrente mas saídas apropriadas do driver. As saídas de coletor aberto do driver estão ativas em nível baixo e apresentam transistores acionadores capazes de absorver uma corrente razoavelmente grande. Isso é necessário devido à quantidade de energia requerida pelos LEDsa (de 10 a 40 mA por segmento).
O funcionamento desse circuito pode ser ilustrado. Supondo-se que a entrada BCD seja D=0, C=1, B=0 e A=1 (ou 0101, que em BCD corresponde a 5). Com essa entrada, as saídas acionadas serão /a, /f, /g, /c e /d, todas em nível baixo. A corrente fluirá até os LEDs correspondentes (a, f, g, c e d) e os acenderá, apresentando-se o algarismo 5 no display. Já as saídas /b e /e estarão abertas, logo, esses segmentos permanecerão apagados.

## Combinações
Os drivers 7446/47 são projetados para ativar segmentos específicos mesmo quando o código de entrada seja maior que 1001 (1001 representa o 9, logo, qualquer valor maior que esse deixa de ser BCD). Os códigos de ativação possíveis de entrada entre 0000 e 1111 totalizam 16, indo de 0 a 15, sendo que o 15 apresenta todos os segmentos apagados. Ao contrário de outros drivers, os decodificadores de displays se sete segmentos não ativam uma saída para cada combinação de entrada, eles ativam um único padrão de saída para cada combinação de entrada. As 16 combinações são:

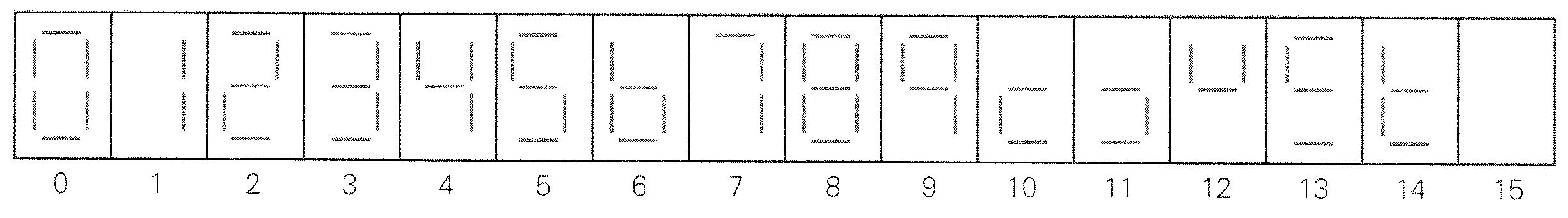
Padrões de segmentos para todas as entradas possíveis.